# HC Sparta Prague
Pour les articles homonymes, voir Sparta Prague.
Le HC Sparta Prague (en tchèque : HC Sparta Praha) est la section de hockey sur glace du Sparta Prague. L'équipe évolue au plus haut niveau de la Tchéquie en Extraliga. L'équipe remporte à quatre reprises le championnat de Tchécoslovaquie en 1953, 1954, 1990 et 1993. L'équipe accroche de nouveaux titres de champion à la suite de la partition du pays en 1993 : 2000, 2002, 2006 et 2007.

## Historique

Ancien logo de l'équipe

L'équipe est basée à Prague, dans le quartier de Holešovice, et a été créée en 1903 en tant que section bandy de l'AC Sparta Praha (club fondé en 1893), le hockey sur glace n'étant introduit qu'en 1909.
Les différents noms portés par l'équipe sont les suivants :
- 1903 : AC Sparta Praha,
- 1948 : Sokol Sparta Bubeneč,
- 1949 : ZSJ Bratrství Sparta Praha,
- 1951 : ZSJ Sparta ČKD Sokolovo Praha,
- 1952 : TJ Spartak Praha Sokolovo,
- 1965 : TJ Sparta ČKD Praha,
- 1990 : HC Sparta Praha3

### Les premières années du championnat de Tchécoslovaquie
La première saison du Championnat de Tchécoslovaquie de hockey sur glace a lieu en 1937-1937. La première rencontre de cette saison inaugurale se déroule le 3 janvier 1937 entre le ČSK Vítkovice et le Sparta. Les équipes se séparent sur le score de 1-1. À l'issue des sept matchs disputées par chaque équipe, le Sparta se classe deuxième derrière un autre club de la capitale, le LTC Prague,. Entre 1937 et 1949, le LTC remporte quasiment tous les titres, ne laissant la première place uniquement au I. ČLTK Prague lors de la saison 1940-1941.
La saison 1949-1950 voit le LTC perdre son titre au profit de l'ATK Prague, club de l'armée. Dans le même temps, le Sparta ne remporte qu'une victoire et trois nuls en dix rencontres, finit septième sur huit et est donc relégué dans le championnat régional pour la saison suivante. Malgré sa descente en deuxième division, l'équipe compte sur un renfort de qualité en la personne de Vladimír Zábrodský, vedette du LTC pendant 12 saisons. L'équipe finit premier de son groupe lors de la saison suivante et est de retour dans le championnat national en 1951-1952. Deuxième de sa poule pour cette saison, le Sparta, qui se nomme alors officiellement ZSJ Sparta ČKD Sokolovo Praha, finit cinquième de la poule finale.

### Les premiers titres de champion national
Pour la saison 1952-1953, une nouvelle formation de l'armée voit le jour : les Křídla vlasti — ailes de la Patrie — d'Olomouc. Sept équipes composent désormais chaque groupe au premier tour et le Spartak Sokolovo finit premier de la poule A avec 11 victoires et un seul défaite contre le Baník Chomutov. Lors de la deuxième phase, le Spartak Sokolovo concède uniquement un match nul lors de la deuxième journée pour décrocher le premier titre de son histoire. Avec 32 buts, Zabrodský est le deuxième meilleur buteur de la saison avec un but de moins que Miroslav Kluc de Chomutov.
Sur sa lancée, l'équipe finit première du groupe A lors de la saison 1953-1954 avec une fiche de neuf victoires pour un match nul contre le Zbrojovka Brno. L'équipe remporte par la suite un deuxième titre consécutif après une deuxième phase toujours invaincue, quatre victoires et un nul. Zabrodský n'inscrit que 30 buts mais finit tout de même meilleur buteur de la saison.
Seulement 18 équipes participent à la saison 1954-1955 et deux groupes de 8 sont mis en place. Chaque équipe joue 14 matchs lors de la première phase et le Sparta connaît 11 victoires, 2 défaites et 1 nul. Le club est une nouvelle fois premier de son groupe pour cette phase de poule mais ne parvient pas à conserver le titre de champion. En effet lors de la phase finale, malgré une première victoire le Sparta perd les deux matchs suivants 8-2 et 5-1. En 1956, le championnat change de format avec une poule unique et un classement établi à la suite des 26 matchs joués par chaque équipe. Avec deux défaites de plus que le Rudá hvězda Brno, le Sparta se classe deuxième de la saison. À la fin de la saison 1959-1960, le Sparta Prague est quatrième au classement alors que Zábrodský est septième meilleur buteur du pays. Il s'agit de sa dernière saison jouée avec le Sparta.
L'équipe ne parvient plus à remporter de titre au cours des saisons qui suivent et au cours de la campagne 1964-1965, l'équipe change de nom, abandonne le Sokolovo, pour prendre l’appellation du TJ Sparta ČKD Praha. Il faut attendre la saison 1967-1968 pour voir l'équipe refaire un peu parler d'elle. Même s'il se classe troisième, le Sparta est mis en avant par Jan Havel qui finit meilleur pointeur du pays avec 53 points. Jiří Kochta fait de même deux ans plus tard, Havel se classant troisième alors que Prague est sixième sur dix.
En 1973-1974, le Sparta se classe deuxième de la saison, une rare place au cours de ces années 1960 et 1970 alors que Jiří Holeček, le gardien de l'équipe, se voit remettre la Crosse d'Or en tant que meilleur joueur tchécoslovaque. Il est le premier gardien à être mis en avant par ce trophée depuis son introduction en 1969.

### Parcours européen
Le HC Sparta Prague est finaliste de la Ligue européenne (EHL) en 2000 (défaite 0-2) face au Metallourg Magnitogorsk et également de la Coupe d'Europe des clubs champions en 2008 (défaite 2-5) toujours face au Metallourg Magnitogorsk.
En 2017, le HC Sparta Prague est aussi finaliste de la Ligue des Champions (défaite 3-4 (P)) face au Frölunda HC.

## Palmarès
Championnat de Tchécoslovaquie
- Vainqueur : 1953, 1954, 1990, 1993

Championnat de Tchéquie
- Vainqueur : 2000, 2002, 2006, 2007

Coupe Spengler
- Vainqueur : 1962, 1963

Coupe des Tatras
- Vainqueur : 1936, 1951, 1959, 1960, 1980

## Joueurs

### Personnalités honorées
Cette section présente l'ensemble des joueurs et entraîneurs du Sparta mis en avant au niveau national.
- Meilleur buteur de la saison :
  - Vladimír Zábrodský en 1953-1954, 30 buts
  - Jan Hlaváč en 1998-1999, 33 buts
  - Petr Ton en 2005-2006, 24 buts ; 2009-2010, 34 buts ; 2013-2014, 35 buts
- Meilleur pointeur de la saison :
  - Jan Havel en 1967-1968, 53 points
  - Jiří Kochta en 1967-1970, 52 points
  - David Výborný en 1998-1999, 70 points
  - David Volek en 1986-1987, 52 points
  - Roman Horák en 1996-1997, 73 points
  - Patrik Martinec en 2000-2001, 59 points
  - Jan Marek en 2005-2006, 54 points
  - Jaroslav Hlinka en 2006-2007, 57 points
  - Petr Ton en 2007-2008, 43 points ; 2013-2014, 67 points
- Crosse d'or : Jiří Holeček en 1973-1974
- Meilleur gardien :
  - Jiří Holeček en 1977-1978
  - Jaromír Šindel en 1987-1988
  - Ivo Čapek en 1992-1993
  - Petr Bříza en 1999-2000, 2005-2006
- Équipe type de la saison :
  - Jiří Holeček (gardien) en 1977-1978
  - Jaromír Šindel (gardien) en 1987-1988
  - Leo Gudas (défenseur) et Jiří Doležal (attaquant) en 1989-1990
  - Petr Bříza (gardien) en 1990-1991
  - Roman Lang en 1996-1997 (attaquant)
- Joueur le plus fair play :
  - Petr Hrbek en 1987-1988
  - Luboš Pázler en 1991-1992 et 1992-1993
  - František Ptáček en 1999-2000
  - David Výborný en 1993-1994
  - Ondřej Kratěna en 2002-2003
  - Petr Ton en 2007-2008 et 2012-2013
- Meilleur entraîneur :
  - Pavel Wohl en 1987-1988
  - František Výborný en 1999-2000, 2005-2006, 2006-2007
  - Václav Sýkora en 2001-2002
- Meilleur joueur des séries :
  - Petr Bříza en 1989-1990, 1999-2000, 2005-2006
  - Michal Broš en 2001-2002
  - Jaroslav Hlinka en 2006-2007
- Meilleur espoir :
  - Jiří Vykoukal en 1989-1990
  - David Výborný en 1991-1992
  - Jakub Šindel en 2003-2004
  - Tomáš Pöpperle en 2004-2005
- Meilleur défenseur :
  - Jiří Vykoukal en 1993-1994
  - František Kučera en 1997-1998, 1998-1999 et 1999-2000
  - Jaroslav Nedvěd en 2001-2002
- Meilleur joueur étranger : Andreï Potaïtchouk 1994-1995 et 1995-1996
- Meilleur joueur de la saison :
  - František Kučera en 1999-2000
  - Petr Bříza en 2000-2001, 2001-2002, 2005-2006

### Effectifs champions
Cette section présente l'ensemble des joueurs ayant été sacré champions avec le Sparta Praha.

#### 1952-1953
- Entraîneurs : Vladimír Zábrodský
- Gardiens de but : Jiří Hanzl et  Mangl
- Défenseurs : Cee, Zdeněk Ujčík, Podrázský, Karban, František Tikal
- Attaquants : Kus, Vladimír Zábrodský, Miloslav Pospíšil, Vecko, Kameník, Prchal, Jan Hanzl, Ziegler

#### 1953-1954
- Entraîneurs : Vladimír Zábrodský
- Gardiens de but : Jiří Hanzl, Mangl et Podhorský
- Défenseurs : Karel Gut, Zdenek Ujčík, Cee, Kubera, Podrázský
- Attaquants : Jan Hanzl, Vladimír Zábrodský, Miloslav Pospíšil, Kameník, Prchal, Vecko, Matys, Ziegler, Karban

#### 1989-1990
- Entraîneurs : Josef Horešovský et Pavel Hynek
- Gardiens de but : Petr Bříza, Ivo Čapek
- Défenseurs : Leo Gudas, Jiří Kročák, Jaromír Látal, Jan Reindl, Martin Maškarinec, Jiří Vykoukal, Pavel Táborský, Robert Kostka
- Attaquants : Jiří Doležal, Martin Hosták, Vladimír Petrovka, Evžen Musil, Jaromír Kverka, Jan Tlačil, Richard Žemlička, Pavel Gross, Luboš Pázler, Pavel Geffert, Jiří Hlinka, Milan Černý, Martin Rousek, Ladislav Svoboda

#### 1992-1993
- Entraîneurs : Pavel Wohl, Josef Horešovský
- Gardiens de but : Ivo Čapek et Radek Tóth
- Défenseurs : Jan Boháček, Robert Kostka, Jiří Kročák, Pavel Táborský, Jiří Vykoukal, Václav Burda, Pavel Šrek, Leo Gudas, Zdeněk Toužimský
- Attaquants : Pavel Geffert, Milan Kastner, David Výborný, Jiří Zelenka, Petr Hrbek, Michal Sup, Vladimír Petrovka, Martin Rousek, Ladislav Svoboda, Luboš Pázler, Jaromír Kverka, Zbyněk Kukačka, Jiří Hlinka, Tomáš Kotrba, Petr Podhorocký, Jan Pína

#### 1999-2000
- Entraîneurs : František Výborný et Pavel Hynek
- Gardiens de but : Petr Bříza et Petr Přikryl
- Défenseurs : František Kučera, Jaroslav Nedvěd, Michal Sýkora, František Ptáček, Pavel Šrek, Ladislav Benýšek, Miha Rebolj, Martin Holý
- Attaquant : David Výborný, Jaroslav Hlinka, Patrik Martinec, Richard Žemlička, Jiří Zelenka, Michal Broš, Vladimír Vůjtek, Ondřej Kratěna, Václav Novák, Václav Eiselt, Martin Chabada, Petr Havelka, Pavel Kašpařík, Josef Slanec, Jaroslav Roubík

#### 2001-2002
- Entraîneurs : Václav Sýkora et Pavel Hynek
- Gardien de but : Petr Bříza, Petr Přikryl
- Défenseurs : Jaroslav Nedvěd, František Ptáček, Valdemar Jiruš, Pavel Šrek, Jan Srdínko, Radek Hamr, Jan Hanzlík, František Kučera, Libor Zábranský, Martin Richter
- Attaquants :  Jiří Zelenka, Jaroslav Hlinka, Richard Žemlička, Ondřej Kratěna, Michal Broš, Martin Chabada, Róbert Tomík, Radek Bělohlav, Jan Tomajko, Václav Novák, Pavel Kašpařík, Michal Sivek, Petr Havelka, Tomáš Netík, David Hnát

#### 2005-2006
- Entraîneurs : František Výborný et Marian Jelínek
- Gardien de but : Petr Bříza
- Défenseurs : František Ptáček, Marek Černošek, Jiří Vykoukal, Jan Hanzlík, Karel Pilař, Ján Tabaček, Richard Stehlík
- Attaquants : Ondřej Kratěna, Jaroslav Hlinka, Michal Sivek, Petr Ton, Jan Marek, Pavel Kašpařík, Tomáš Netík, Josef Straka, Martin Špaňhel, Michal Dragoun, Jakub Langhammer, Martin Růžička

#### 2006-2007
- Entraîneurs : František Výborný et Marian Jelínek
- Joueurs : Tomáš Duba, Dušan Salfický, Ladislav Benýšek, Marek Černoše, Jan Hanzlík, Jaroslav Mrázek, Tomáš Protivný, František Ptáček, Richard Stehlík, Ján Tabaček, Jiří Vykoukal, Michal Dragoun, Jan Hlaváč, Jaroslav Hlinka, Karel Hromas, Ondřej Kratěna, Jakub Langhammer, Tomáš Netík, Martin Podlešák, Luboš Rob, Michal Sivek,  Martin Štrba, Petr Ton, David Vrbata, Karel Pilař et Jiří Zelenka.